# 印刷史
印刷史可以追溯到公元前3000年左右，当时原始埃兰和苏美尔文明使用圆筒印章来认证刻在黏土板上的文件。其他早期的印刷形式包括方封印、锤打铸币、陶器印记和布料印刷。纺织品上的木刻印刷方法，比如丝绸上的木刻印刷，最初起源于中国唐朝的7世纪，而后传至亚洲其他地方，如韩国和日本，使书籍制作和木刻印刷技术流行。汉传佛教《金刚经》是于868年5月11日木刻印刷，是已知最早具有确切出版日期的印刷书籍。活字印刷术于宋朝11世纪由中国刻版工毕昇发明，但与木刻印刷相比，其使用范围有限。尽管如此，这项技术还是传至中国以外的地方，最早使用金属活字印刷的书籍则是《直指》，印刷于1377年高丽王朝时代。
直到15世纪中叶，欧洲也使用木版印刷。中世纪后期的德国发明家约翰内斯·谷登堡基于先前已知的压力机和大规模生产金属活字的工艺，创造了第一台印刷机。到15世纪末，他的发明和《谷登堡圣经》的广泛流传导致了欧洲文艺复兴时期兴起的经济书籍出版业，最终传至英美殖民地的出版商和印刷商。这一产业推动了思想交流和知识共享，达到了前所未有的规模，促使印刷机在早期现代迅速传播到全球。除了文字印刷的发展，成本较低和比较崭新的图像复制方法，包括石版印刷、丝网印刷和复印等，也相继发展起来。

## 模板喷画

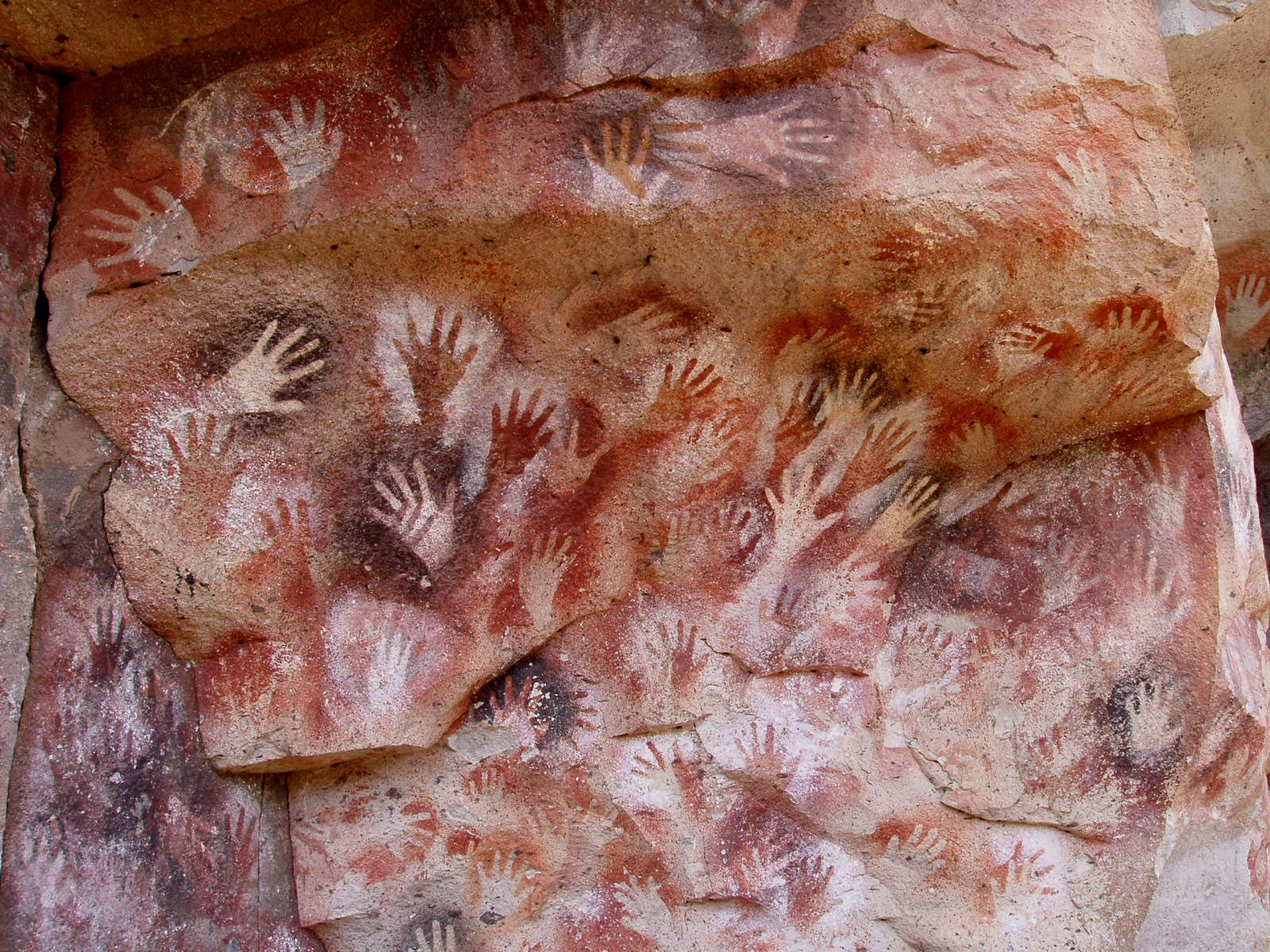
在阿根廷·圣克鲁斯省的佩里托莫雷诺镇附近，位于平图拉斯河的手洞里有许多手印壁画。

手掌模板喷画是将手掌放在墙上然后喷洒颜料而成形的，这种技术在亚洲和欧洲可以追溯到超过35,000年前的时期，后来也出现在其他大陆的史前时期。近年来，在使用各种材料上，模板一直是绘画技术的工具之一，尤其是着色布料方面，使用模板绘画已经是很长一段时间了；这项技术在日本江户时代的型染达到了巅峰。从公元1450年左右开始，欧洲常常使用该技术来给黑白色的早期大师版画上颜色，这些版画通常是木刻的。更为显著的例子是扑克牌，仍然长时间以模板上色，而大部分的其他印刷品则保留黑白。模板因不必用手书写，适合大量出版。

## 印章

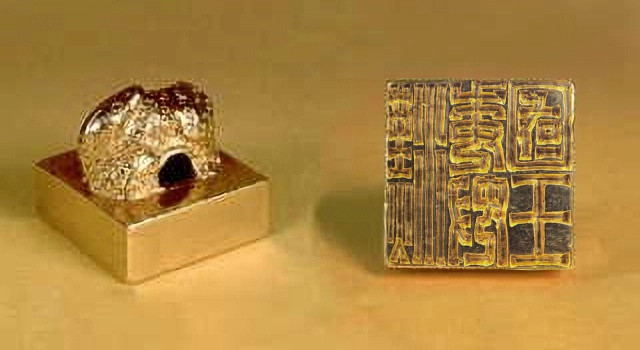
公元57年汉光武帝赐予倭奴國的汉委奴国王印

在中国，印章至少自商朝（公元前2千年）就开始使用了。在西周时期，成套的印章封装在铅活字块里，用于陶泥模型以铸造青铜器。到公元前3世纪末，印章还用于在陶器上印刷图案。在北朝时期的文献中，提到的木印章多达120个字符。
印章还具有宗教元素。道教徒使用印章作为治疗工具，将治疗字符印在病人的皮肤上。印章也用来盖在食物上，形成抵御疾病的护身符。这些习俗最早出现在公元前5世纪佛教的背景之下。几个世纪后，印章用来制作数百个佛像。
在西方，使用个人或官方印记（通常来自磨损的印戒）盖章封存文件的做法在罗马帝国时期确立，并持续传承至拜占庭帝国和神圣罗马帝国，一直延续到19世纪，当时湿墨签名已成惯例。
...经过详细比较，说明中西印章不仅材料相同，用途也大致一样；可是西方的印章主要是圆柱形，在翁土、胶泥、或蜡的平面上滚动而作出印文；埃及的印章虽是平面，但大都是图案而无文字。而中国的印章多半是正方或长方形、平底、雕刻反体字、在纸上盖印，有时刻有一百多字。这些特征就和印刷非常接近，因此成为印刷技术的前驱，就不难加以解释。
 — 钱存训

## 石头、陶土和青铜块
在马王堆汉墓和南越王墓出土的文物显示，石头和青铜块曾用来印刷织物，而在湖北江陵的马山砖瓦厂也发现雕版印花织物。
古埃及公元1世纪，老普林尼描述陶土块印刷纺织品的做法，以及现存埃及、罗马、拜占庭、乌克兰和俄罗斯的已知例子，可以追溯到公元4世纪。
在4世纪，东亚开始出现制作石刻的纸印，用于复制书法模型和文本等内容。最早的证据之一是早期6世纪的镜像石刻铭文。

## 雕版印刷

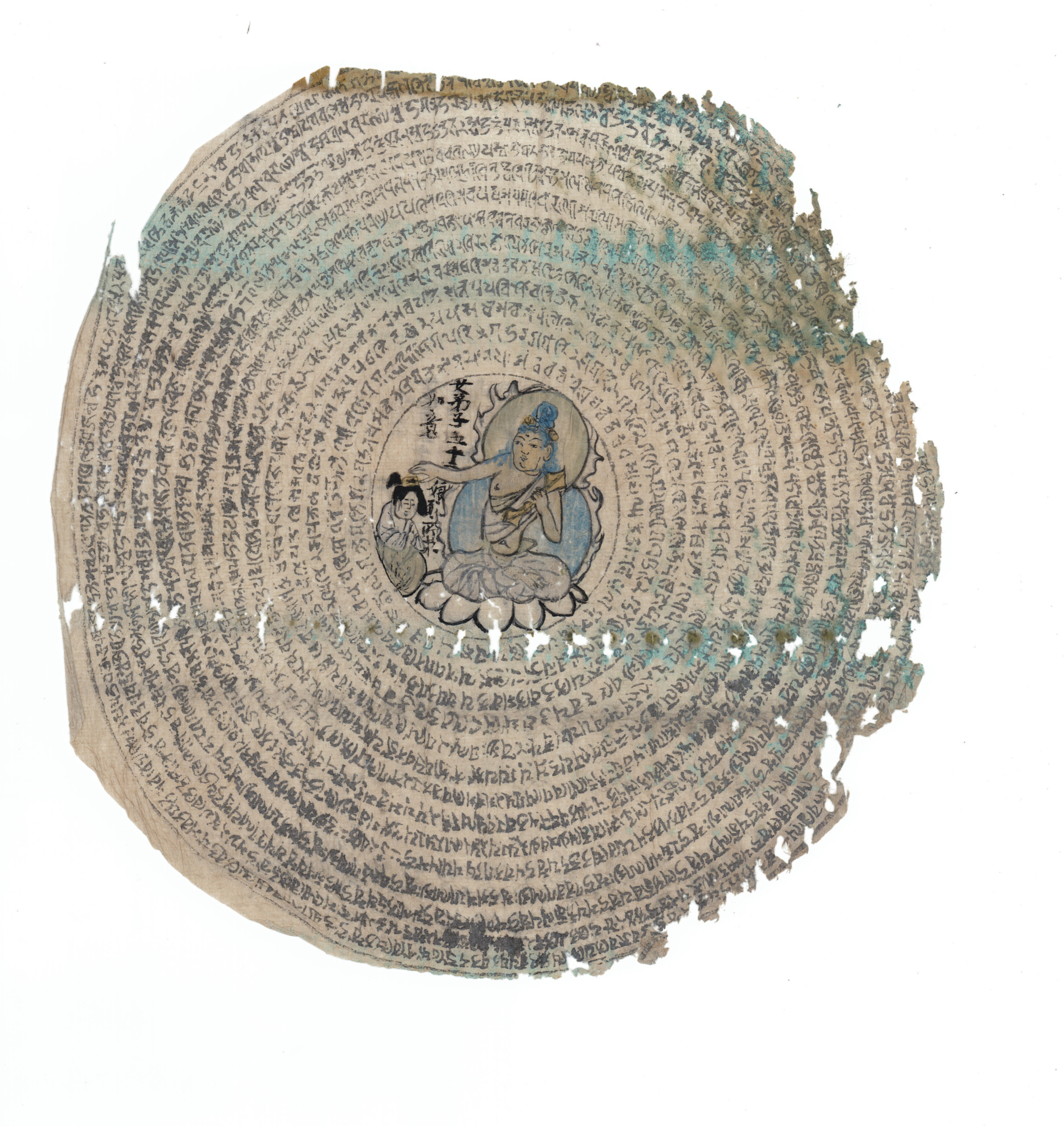
唐朝公元650-670年期间，附有梵语和中文的陀罗尼印刷品碎片。

雕版印刷，现称木刻印刷，是最早应用于纸上的印刷方法。这个印刷方法在整个东亚地区使用广泛，较早是使用在织物上，后来在佛教的影响下，也应用在纸张上。中国将雕版印刷使用在布料的现存例子，最早可以追溯到公元220年左右，而日本最知名的木刻艺术印刷类型则是浮世绘。除了主要在15世纪生产的木版书，欧洲在纸上大多数使用的这种技术，都属于木刻版画。

## 活字印刷术（1041年）
活字印刷是使用单独字块和排版的一种印刷方法，活字种类包括胶泥、木制和金属等。

### 胶泥活字
北宋时期（公元1041年左右），毕昇用黏土制成字模，发明胶泥活字印刷术。在1193年，南宋首席顾问周必大将活字印刷方法归功于沈括。然而，沈括并没有发明活字印刷，而是在他的《梦溪笔谈》中将功归于毕昇。胶泥活字因不适用于水性毛笔墨，而且在烧制过程中，字块大小有时会发生变化，导致字块不匹配，因此未能流行起来。

### 木制活字

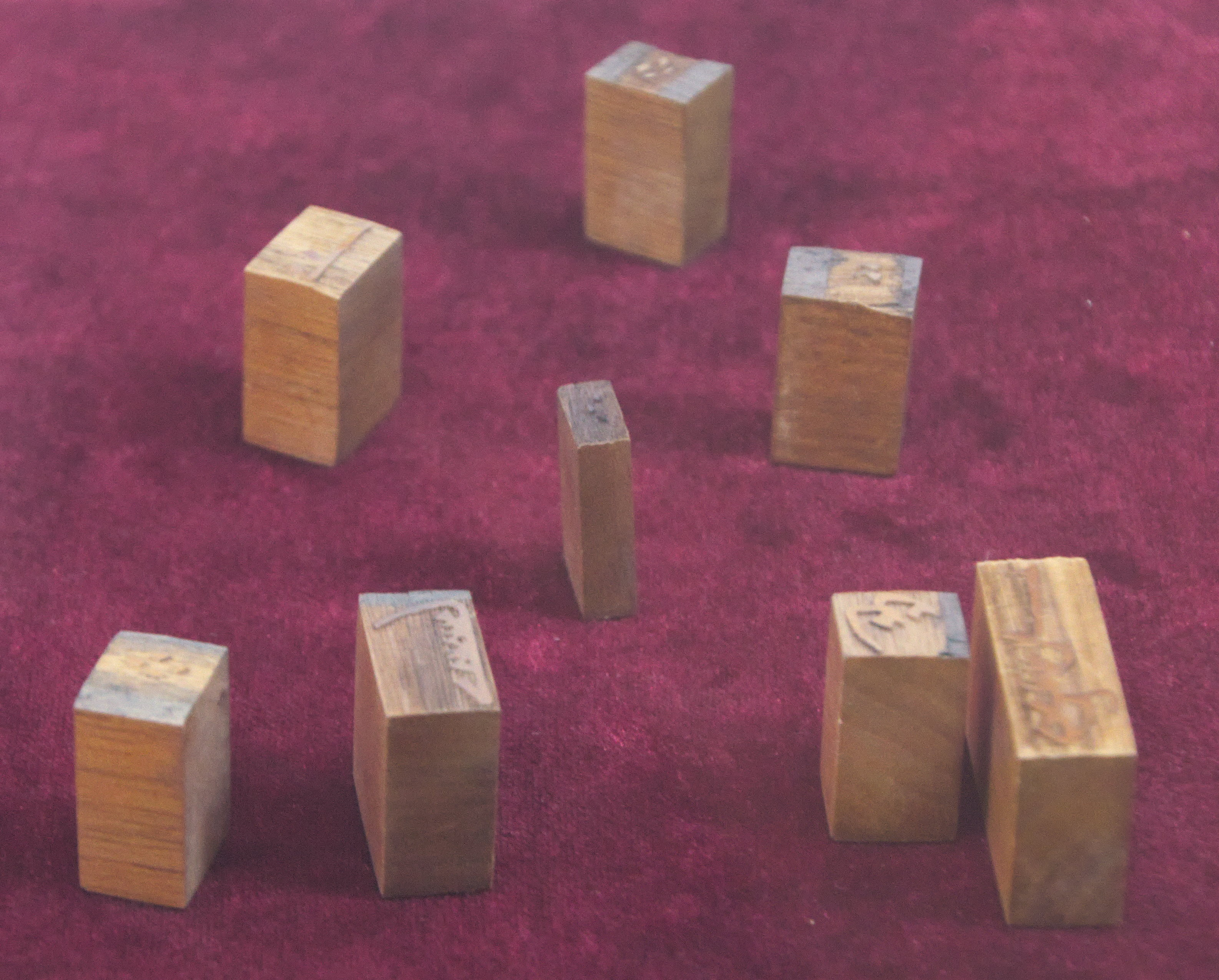
12至13世纪时期，使用古维吾尔字母制作的木活字，发现于莫高窟。

毕昇尝试过使用木活字，但沾墨后字体出现木材纹理及不均匀，结果弃用这种方法而改用胶泥活字。然而，到了12世纪，木活字传入西夏，党项族使用木活字印刷449页的《吉祥遍至口和本续》，这是最早使用木活字印刷的现存文本之一。1908年，在敦煌发现一千多块维吾尔文木活字，刻有粟特字母，因此推测维吾尔族使用木活字可以追溯到12世纪，尽管维吾尔人获取这项技术的来源尚不清楚。至今尚未发现维吾尔木活字的手稿或碎片。
元朝王祯在1313年的《农书》中也描述了木制活字印刷术。王祯使用两张旋转的圆桌作为放置活字的托盘。一张桌子分置24个托盘，每个托盘上的活字根据字音编排。另一张桌子则分置其他字符。王祯使用超过30,000个木活字，印刷六万字的《旌德县志》100部。
木活字印刷在明代相对常见，而在清代广泛流传。

### 金属活字

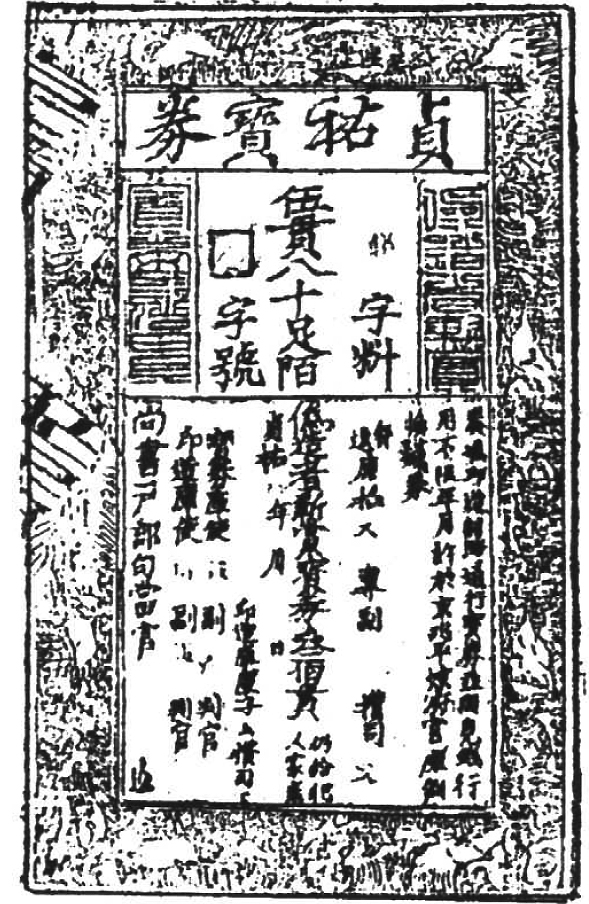
公元1215-1216年间的金朝（1115-1234年）纸币，面额5000文，使用青铜活字作为防伪标记。

宋末元初出现金属活字印刷术。宋朝和金朝都使用青铜活字印刷纸币和官方文书。
金朝铜版印刷品上开有两个方形孔，用于嵌入青铜活字字符，每个字符选自1000个不同的字，因此每张印制的纸币都有不同的标记组合。罗振玉《四朝钞币图录》收录一张1215年至1216年的铜版印刷纸币，上面印有两行文字，即“字料”和“字号”行以防止伪造。其中“字料”行上有一个铜活字“輶”，而“字号”行上却留了一个四方孔，未植入铜活字； 上海博物馆藏的另一件同时期宋钱样本，“字料”和“字号”上方都留有两个四方孔未植字。
公元1234年，高丽使用铸造的金属活字，印刷崔允仪编撰的50卷《详定古今礼文》，但至今没有原作副本留存。崔允义在早期中国活字印刷的基础上，使用铸造铜币的方法，铸造金属立体字符。由于文本长度较长，崔允义直到1250年才完成该项目。现存最古老的金属活字印刷书籍是1377年的《直指》。法国学者亨利·吉恩·马丁形容这种金属活字印刷术，与古腾堡的形式极其相似。
1298年王震的《造活字印书法》中提到有人使用锡做为活字，但由于与着墨工艺不兼容，锡活字并不理想。直到15世纪后期，青铜活字印刷才开始在中国广泛使用。

## 欧洲活字印刷术（1439年）
有些学者推测，东方的金属活字印刷术影响印刷机的发展。历史学家约瑟夫和弗朗西斯夫妇声称，“亚洲优先发明活字印刷术是确定的，中韩技术或其报告传至西方几乎是肯定的。”然而，约瑟夫·P·麦克德莫特则认为，“在1450年之前，文献没有提到欧洲有亚洲活字印刷或活字印迹的存在，有物证比较确凿。”
传统上推测，德国美因茨市的约翰内斯·谷登堡在1439年左右，利用印刷机开发欧洲的活字印刷术，短短十多年的时间，欧洲印刷时代就开始了。 然而，有些证据显示这是一个较为复杂的进化过程，涵盖多个地点，而约翰·富斯特和彼得·舒费尔也和谷登堡在美因茨市一起进行过活字印刷的实验。根据2015年发现的文档，广泛的研究认为，这可能是在1444年至1446年期间，由普罗科皮乌斯·瓦尔德沃格尔印刷的文档，由此印证他对活字印刷术的贡献。
与雕版印刷相比，活字排版更快捷、更耐用，而金属活字件不但耐久，字体也一致，可以产生各种排版方式和字体。1455年的《谷登堡圣经》以其高质量和相对低廉的价格，确立了活字印刷的优越性，印刷机迅速传遍欧洲，直至文艺复兴，后来传遍世界各地。现今几乎所有的活字印刷术都可追溯到谷登堡的发明，认为这是第二个千年最重要的发明。

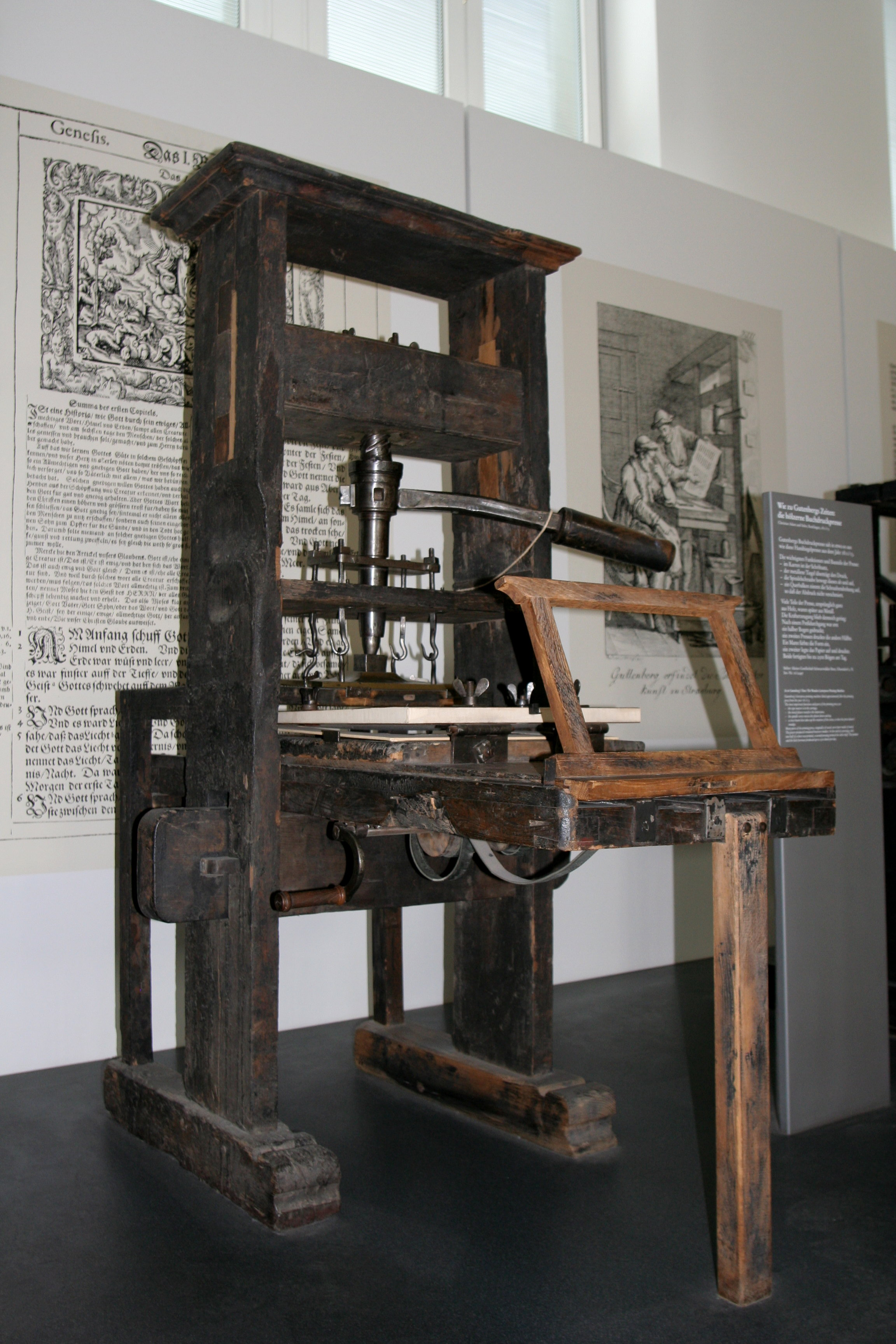
1811年的印刷机，摄于德国慕尼黑。

谷登堡还因推出一种油性墨水而受到赞誉，这种墨水比以前使用的水性墨水更耐用。 谷登堡熟悉金属知识，是第一个用铅、锡和锑的合金制造活字的专业金匠。这种合金称为活字金属、印刷铅或印刷金属，对于制作耐用的活字块和生产高质量印刷书籍至关重要，证明比东亚使用的胶泥、木制或青铜制活字更适合印刷。谷登堡为了创造这些铅字，使用一些人认为是他最巧妙的发明：一种特殊的模具，可以在短时间内以前所未有的精度成型新的活字。 在印刷《谷登堡圣经》一年内，谷登堡还出版第一批彩色印刷品。
印刷机的发明彻底改变通讯和书籍生产，推动知识的传播。印刷术通过移居国外的德国印刷商，以及回国的外国学徒，而迅速从德国传开来。1469年，威尼斯建成印刷机，到1500年，该市已有417台印刷机。1470年，约翰·海恩林在巴黎设立印刷厂。1473年，卡斯珀·斯特劳贝在克拉科夫出版《1474年克拉科夫年历》。德克·马滕斯在阿尔斯特（东法兰德斯省）于1473年设立印刷厂，他印刷一本关于恩尼亚·皮可洛米尼的两个情人的书，皮可洛米尼是庇护二世教宗。1476年，威廉·卡克斯顿在英国设立印刷机。意大利人胡安·帕布洛斯于1539年在墨西哥城设置进口印刷机。东南亚第一台印刷机由西班牙人于1593年在菲律宾建成。牧师何塞·格洛弗原计划在1638年将第一台印刷机带到英格兰的美洲殖民地，但在航行途中去世，因此他的遗孀伊丽莎白·哈里斯·格洛弗建立印刷社，由斯蒂芬·戴经营，后来成为剑桥印刷社。
谷登堡印刷机比手动复印效率高得多。300多年后，该印刷机在约翰·巴斯克维尔和詹巴蒂斯塔·博多尼的时代基本上没有改变。到1800年，斯坦霍普勋爵完全用铸铁建造印刷机，减少90%劳力，同时使印刷面积增加一倍。虽然斯坦霍普的“机械理论”提高了印刷机的效率，但每小时只能印刷250张。德国弗里德里希·科尼希是首位设计非人力驱动机器的印刷商人，他使用蒸汽。1804年，科尼希搬到伦敦，结识了托马斯·本斯利，于1807年获得有关项目的财务支持。在1810年获得专利后，科尼希设计一台蒸汽压机，酷似“连接到蒸汽机的手压机”，该模型于1811年4月首次试验生产。

## 凹版印刷

凹版印刷。下层是凹版，上层是纸，纸面附有一层稍微凸起的墨水。

凹版印刷是一种制作版画的技术，通过刻在金属板上的凹槽来制作图像。凹版通常是使用铜或锌板为材料，并通过蚀刻、雕刻、干点、水印或美柔汀等方法来制作凹槽。在印刷时，将浓墨涂在凹板上，用布擦去多余的墨水，并用手或其他工具（如借助旧报纸等）平滑擦拭凹板，只留下凹槽中的墨水，然后将湿纸放在凹板上面，通过印刷机使用压力将墨水从凹槽转移到纸上，最后形成印刷品。

## 石版印刷 （1796年）

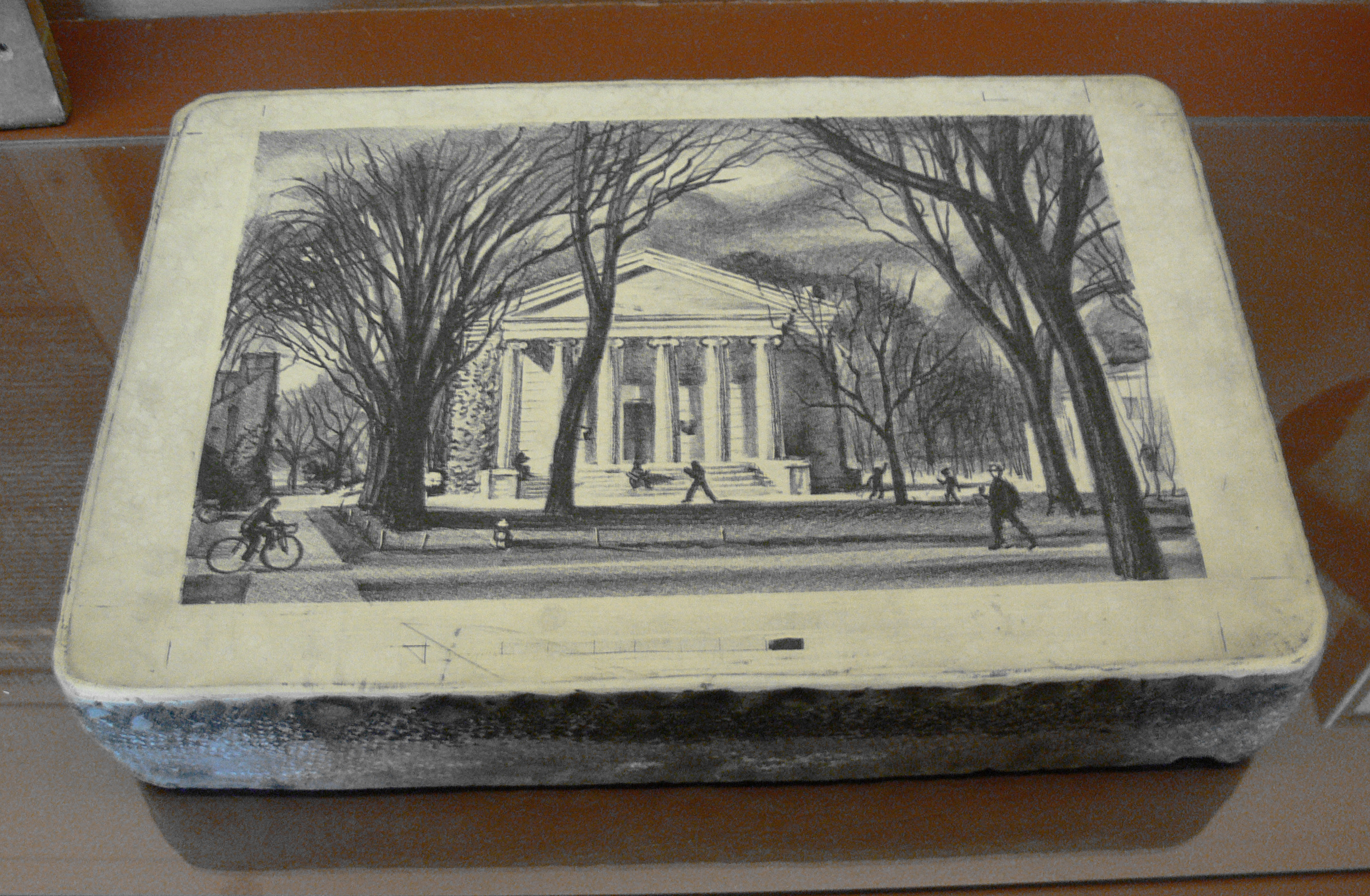
在石头上使用石版印刷的普林斯顿大学景观（收藏于新泽西州普林斯顿大学图书馆）

石版印刷是一种在平滑表面上印刷的方法，由巴伐利亚作家阿罗伊斯·泽内费尔德于1796年发明。该印刷方法使用化学处理来创建图像。例如，正图像可用憎水性的化学物质，而负图像可用水，当印刷版引入相容的油墨和水混合物时，油墨将粘附到正图像上，而水将清洁负图像。如此，印刷板可以比较平坦，比老式的成像方法（如浮雕或雕刻）应用得更久。现今，石版印刷术已普遍用于海报、地图、书籍、报纸和包装——几乎所有平滑和批量产品都可带有印刷字样和图形。大多数书籍，实际上所有类型的大量文本，现在都是使用胶印平版印刷。
胶印平版印刷利用柔性的铝、聚酯薄膜、麦拉膜、或纸制印刷版来取代石板。现代的印刷版表面具有刷状或粗糙的纹理，并覆盖有感光乳剂。首先，将所需图像的负面底片与乳剂接触，然后将印版曝露在紫外线下，在显影过程中，乳剂会呈现负面图像的反转，因此成为原始正面图像的复制品。此外，印版乳剂上的图像也可以由直接制版机通过直接激光成像。多年来，通常需要使用化学品来去除印版上的非图像乳剂，但现在有一种不需要化学处理的印版可供使用。

## 彩色印刷

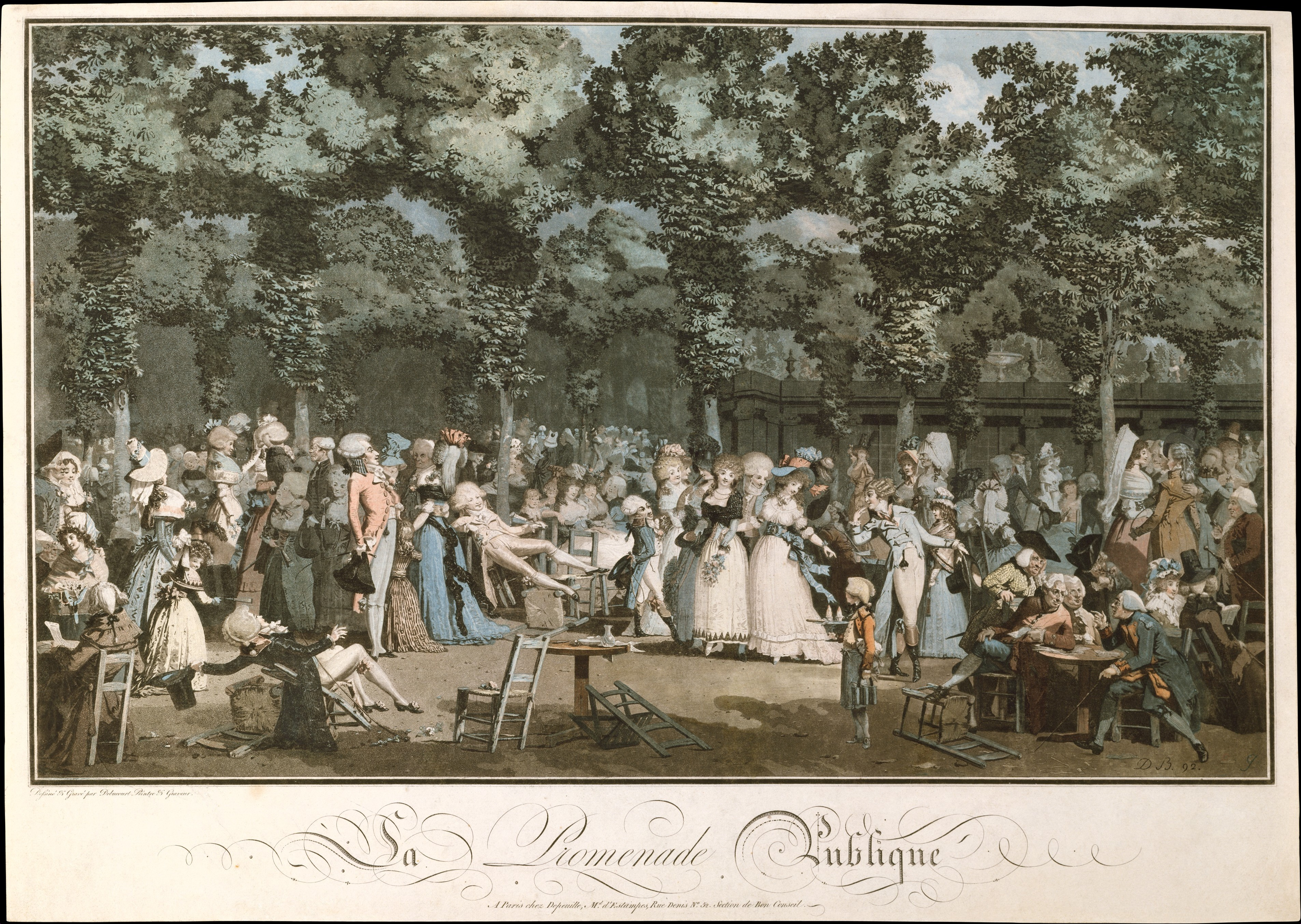
菲利贝尔-路易斯·迪布库的作品《公共长廊》，1792年制作。使用蚀刻、雕刻和水印等多种版画技术，以彩色印刷的方式呈现。这是法国18世纪彩色印刷的重要成就之一。

根据迈克尔·沙利文（Michael Sullivan）的说法，最早已知的彩色印刷例子，是佛经卷轴的双色扉页，日期为1346年。彩色印刷在中国明清时期相继使用。
在19世纪，彩色印刷中最成功的方法是使用彩色石版印刷术。其他的彩色印刷方法是由一些印刷商，如雅各·克里斯托夫·勒·布隆、乔治·巴克斯特和埃德蒙·伊万斯等开发，这些方法通常需要多块木版来印刷不同颜色。当时手工着色仍然很重要；例如，直到1875年，英国政府制图局的地图上的一些部分，都是由儿童手工着色的。彩色石版印刷起源于平版印刷技术，这个术语包括各种以彩色印刷的平版印刷技术。最初的技术涉及使用多块平版石，每块石头代表一种颜色，而且为了获得最佳质量的印刷品，制作成本非常高昂。根据所需颜色的数量不同，制作一幅彩色石版印刷可能需要数月的时间，由非常熟练的工匠来完成。
然而，通过简化使用的颜色数量和图像中的细节，可以制作出更便宜的印刷品。廉价的印刷品通常首先进行黑色印刷，然后再印上彩色。要复制一幅高质量的印刷品，石版印刷商需要在面前放置一幅已完成的绘画，并逐渐创建和校对多块印刷石，确保与面前的绘画相符，有时需要使用多层印刷来实现这一目标。
石版印刷的发明者，阿罗伊斯·泽内费尔德，在1818年的著作《石版印刷全程教程》（德語：Vollstaendiges Lehrbuch der Steindruckerey）中首次提到彩色石版印刷的想法。他详细描述，他计划使用颜色印刷的构想，并解释他希望能够印刷的各种颜色。虽然泽内费尔德记录了彩色石版印刷的计划，但其他国家的印刷商，如法国和英国，也在尝试寻找新的彩色印刷方法。法国米卢斯市的戈德弗罗伊·恩格曼于1837年获得一项关于彩色石版印刷的专利，但在此日期之前，是否已经有人使用彩色石版印刷，是存在争议的，因为一些资料指出，在某些领域如扑克牌的制作，可能已经使用彩色石版印刷了。

## 胶印（1870年）
胶印，也称为胶印平版印刷，是一种广泛使用的印刷技术。在印刷过程中，先将油墨图像从印版传送（或“胶印”）到橡皮布上，然后再传送到印刷表面上，因此得名“胶印”。石版印刷工艺利用油墨和水之间的互斥原理，而胶印则结合石板印刷的工艺原理，在印刷过程中，使用平面图像载体，在这个载体上，有图像的部分吸附油墨，没有图像的部分吸附水膜而不沾油墨。这种方法使得图像可以准确地传递到印刷品上。

## 丝网印刷（1907年）
丝网印刷起源于简单的模板喷画，尤其是日本的型染形式，使用香蕉叶制作模板，然后通过设计孔注入墨水到布料上，主要用于制作衣物。这个技术后来传入法国。现代的丝网印刷工艺起源于1907年塞缪尔·西蒙（Samuel Simon）在英国取得的专利。1914 年，约翰·皮尔斯沃斯 (John Pilsworth) 在加利福尼亚州旧金山采用了这一想法，他使用丝网印刷以减色模式制作多色版画，与现代丝网印刷方法有所不同。

## 柔性版印刷

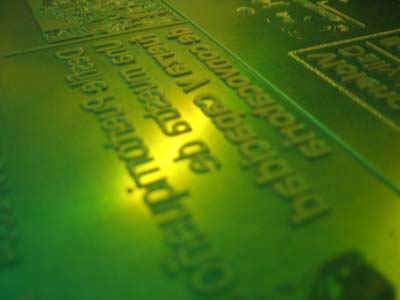
柔印印版

柔性版印刷，通常简称“柔印”，是一种主要用于包装（如标签、胶带、袋子、盒子、横幅等）的印刷方法。
柔印的制作方法，是利用天然橡胶或聚合物材料来创建所需图像的3D浮雕镜像母版，由网纹辊将墨水定量地沉积在印版（或印刷圆筒）的表面上，然后透过印刷表面的旋转，将墨水传递给印刷品。
初期的柔印质量较低，需要高质量的标签通常采用胶印。但如今，柔印印刷机的质量已显著提高。
最大的进步是使用光聚合物的印版，包括改进印版材料和印版的制作方法。通常光聚合物印版是通过光照曝光，然后进行化学腐蚀或水洗，但也可以使用直接激光雕刻的方法，对光聚合物印版直接曝光。

## 点阵式打印机（1968年）

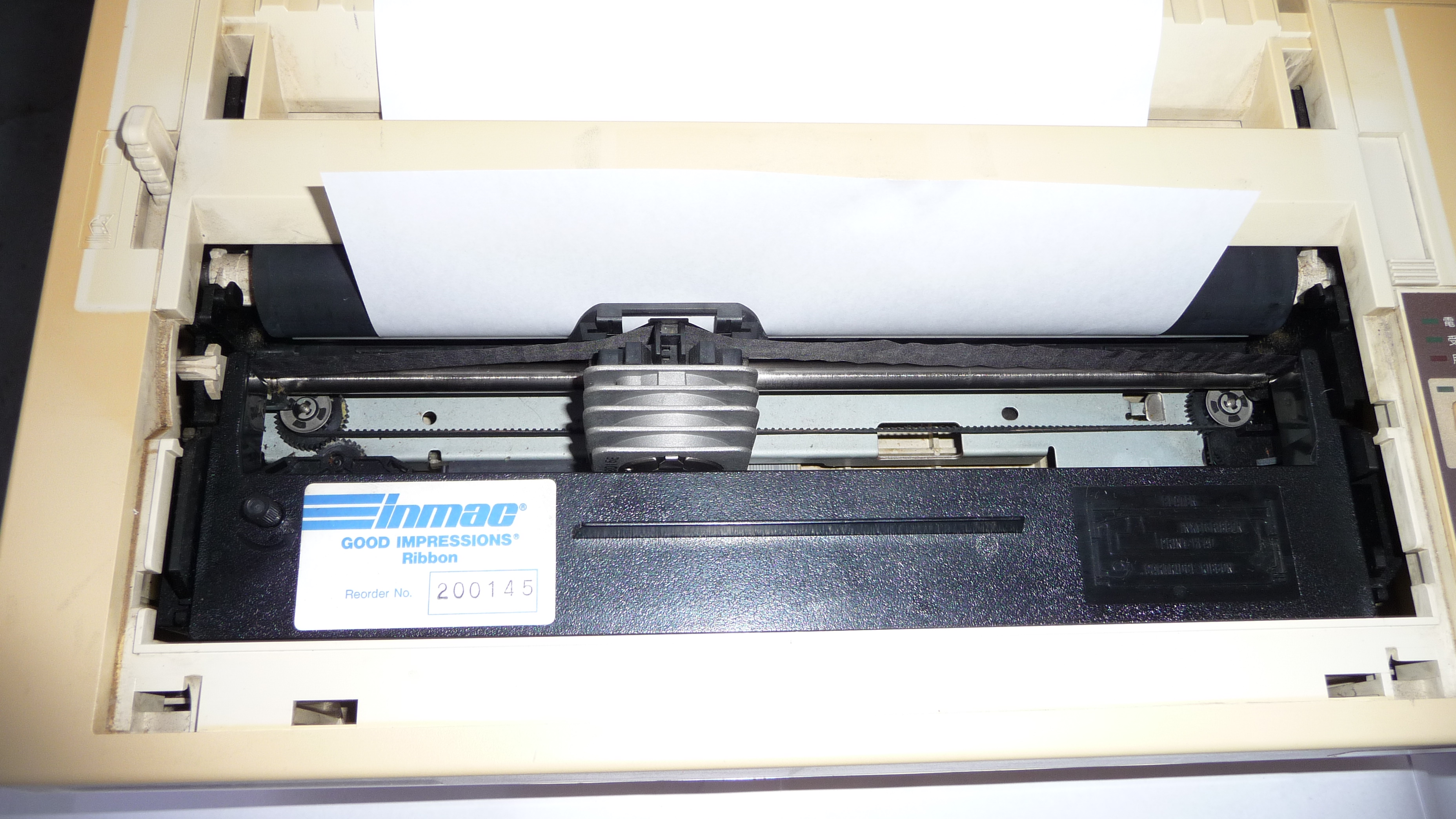
爱普生 VP-500 打印机，除蓋后的樣式

点阵式打印机，或冲击式点阵打印机，是一种电脑打印机，具有一个打印头在纸张上来回移动，并通过冲击的方式打印，类似于打字机。但与打字机或菊轮打印机不同，点阵式打印机使用点阵绘制字母，因此可以产生各种字体和任意图形。由于打印使用机械压力，点阵式打印机可以打印副本和无碳复写纸。
每个点由一个小金属杆产生，也称为“线”或“针”，通过微小的电磁铁或螺线管的力量向前推动，可以直接或通过小杠杆（爪子）来实现。面对色带和纸张的是一个小的导向板（通常由人工宝石如蓝宝石或红宝石制成），上面有孔，用作针的引导。打印机的移动部分称为打印头，当打印机作为通用文本设备运行时，通常一次打印一行文本。 大多数点阵打印机的打印头上都有一条垂直线的打点设备；其他的则有一些交错的行，以提高点密度。
首台点阵打印机是在日本发明的。1968年，日本制造商爱普生发布了EP-101，这是世界上首款点阵打印机。同年，日本制造商冲电气工业推出首款串行冲击点阵打印机（SIDM），名为OKI Wiredot。

## 热敏打印机
热敏打印机（或直接热敏打印机）使用热敏纸打印，当纸张经过热敏打印头时，涂层上需要加热的区域会变黑，不需加热的区域保留原样，从而形成图像。

## 激光打印机（1969年）
激光打印机基于改进的静电复印机，由施乐公司的研究员加里·斯塔克威瑟加里·斯塔克威瑟 (Gary Starkweather) 于1969年发明，并于1971年拥有功能齐全的网络打印机系统。激光打印最终成为施乐公司价值数十亿美元的业务。

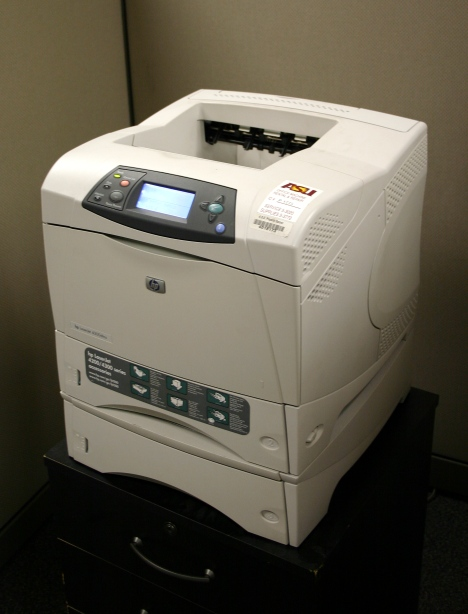
HP LaserJet 4200系列激光打印机，安装在附加500页纸盘顶部。

首款商业化的激光打印机是在1976年推出的IBM 3800机型，用于打印大量发票和邮寄标签等文档。 该款打印机体积很大，常被喻为“占据整个房间”，这是后来大家熟悉的个人电脑设备的原始版本。 3800机型虽然体积大，但其设计的目完全不同，目前有多台仍在使用。
1981年，首台专为个人电脑而设计的激光打印机，和施乐Star 8010桌面操作系统一起发布。该系统虽然创新，但却昂贵（售价17,000 美元），只有少数实验室和机构购买。 随着个人电脑的普及，面向大众市场的首台激光打印机是惠普LaserJet 8ppm，于1984年发布，使用佳能引擎，由惠普软件控制。 继惠普LaserJet打印机之后，兄弟工业、IBM等公司的其他激光打印机也紧随其后。
最值得注意的是，激光打印机在推动桌面出版方面，发挥了重要的角色。1985年，为苹果麦金塔电脑撰写的桌面出版软件Aldus PageMaker和苹果激光打印机LaserWriter同时推出市场，通过这些产品，用户可以创建以前需要专业排版的文档。

## 喷墨打印机

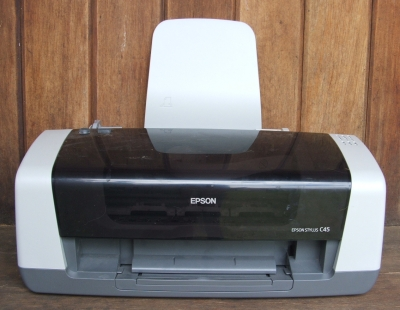
爱普生喷墨打印机

喷墨打印机是一种电脑打印机，可以把墨水的点滴精确地喷射在纸上。喷墨技术有两种类型：连续喷墨和按需喷墨。
连续喷墨将加压的墨水滴连续流向纸张。带电的墨水滴由电场转印到纸上，或流入容器并重复使用。
按需喷墨通过每个电脉冲推动单个墨水滴。
热熔墨水于1984年推出。热熔墨水可全彩打印。

## 热升华打印机
热升华打印机是一种电脑打印机，采用加热的方式将染料传输到要打印的介质上，例如塑料卡、打印纸或海报纸。该过程通常是使用带有彩色面板的色带一次放一种颜色。与更常见的CMYK四分色模式不同，大多数热升华打印机使用CMYO颜色，以清晰的覆盖层取代黑色染料。这种覆盖层（有各种名称，凭制造商而定）实际上是一种薄薄的层，可以保护印刷品不受紫外线和空气的影响而导致变色，同时还可使印刷品防水。许多消费者和专业用的热升华打印机，都设计来印制像片。

## 數位印刷（1993年）
數位印刷是将數位图像复制到物质表面上的过程，该物质包括普通纸、照相纸、纸板、胶片、布料、塑料、聚氯乙烯、磁铁、标签等。
与传统的石板印刷、柔印、凹版或凸版印刷等方式相比，數位印刷有许多不同之处，当中包括：
- 每次印刷到纸上的图像可以不同，而不像传统方法中从一套印刷版上制作数百或数千个相同图像的印刷；
- 墨水或墨粉不像传统墨水那样吸收到底材中，而是在表面形成一层，通过内联定影液与热处理（墨粉）或紫外线固化处理（墨水）熔合到底材上；
- 數位印刷在设置或准备过程中，通常使用的化学品和纸张浪费较少；
- 數位印刷非常适合快速原型制作或小批量生产，方便更多设计师使用，短期内更具成本效益。

## 壁画数码印刷（1998年）
壁画数码印刷是一种使用数码印刷方法来复制或创作壁画的方法，由德国艺术家李海纳于1998年发明，并于2000年获得专利。

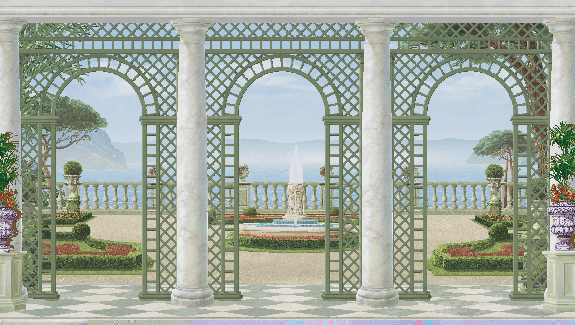
使用电脑辅助壁画程序创建的壁画

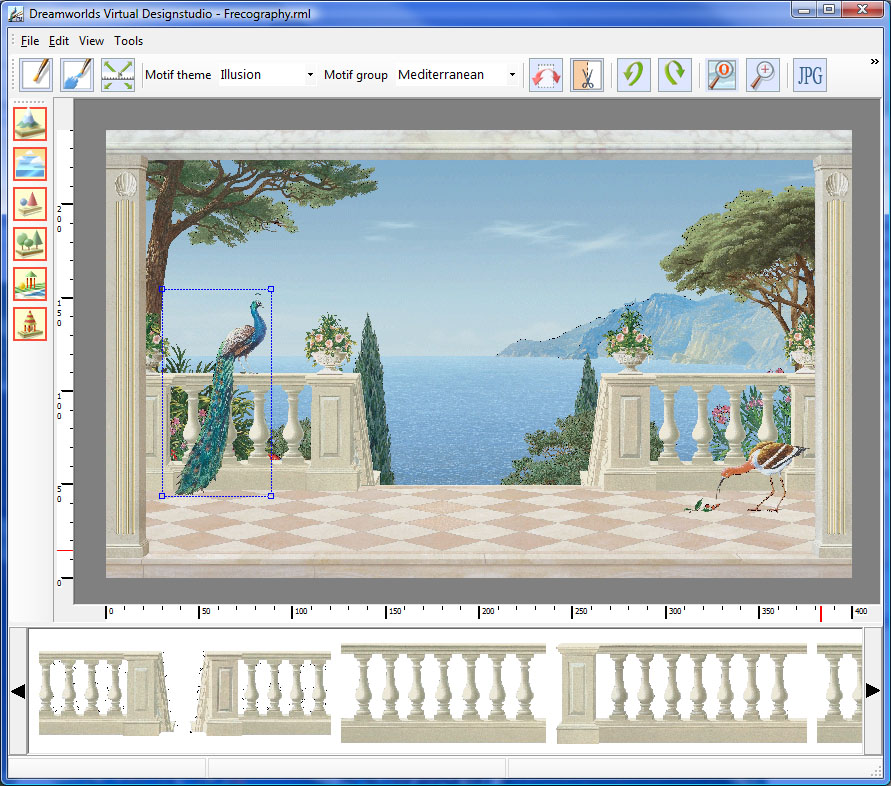
电脑辅助壁画程序截图

壁画数码印刷采用数字化剪切的图案，这些图案存储在数据库中，并使用电脑辅助壁画软件程序输入墙壁或天花板的尺寸，以创建具有低分辨率图案的壁画设计。由于可以集成诸如横梁、窗户或门等建筑元素，因此设计可以产生精确而合身的壁画。一旦设计完成，低分辨率的图案将转换为原始的高分辨率图像，并由宽幅打印机打印在帆布上。然后，将帆布像壁纸一样应用到墙上，看起来就像是现场创建的壁画。

## 三维打印
三维打印是一种将虚拟三维模型转化为实际物体的方法，也是一种快速成型的技术。三维打印机的打印方法，通常是在图像的前一层上面，“打印”其后续的层来构建三维物体。与其他增材制造技术相比，三维打印机通常更快、更经济且更易于使用。